# 本田型格
本田型格（Honda Integura）是日本汽车制造商本田从1985年到2006年以及2021年以及之後生产的汽車 。 1992年，型格在1992年加拿大大奖赛被用作一级方程式赛车的安全車。

## 外部鏈接
- Honda Worldwide site （页面存档备份，存于）